# Bulukumba
Bulukumba este un oraș din Indonezia. În 2010 avea 50.607 de locuitori.